# Polska Infrastruktura Gridowa PL-Grid
Polska Infrastruktura Gridowa PL-Grid, ogólnopolska infrastruktura obliczeniowa, zbudowana w latach 2009-2011, w ramach projektu naukowego PL-Grid - Polska Infrastruktura Informatycznego Wspomagania Nauki w Europejskiej Przestrzeni Badawczej. Celem jej budowy było umożliwienie przeprowadzania badań naukowych w oparciu o symulacje i obliczenia dużej skali z wykorzystaniem klastrów komputerowych oraz zapewnienie wygodnego dostępu do zasobów komputerowych dla zespołów badawczych także spoza środowisk, w których działają centra Komputerów Dużej Mocy (KDM).

## Historia
W pierwszej dekadzie XXI w. w większości krajów europejskich powstały zaawansowane programy gridowe i miały miejsce różnego typu wspólne przedsięwzięcia, w formie wielu projektów dotyczących technologii gridowych i HPC: EGEE, e-IRG, PRACE, DEISA i OMII.
Polska również podjęła wysiłek budowy narodowego Gridu, gdyż bez takiej infrastruktury nie byłby możliwy udział nauki polskiej w wielu programach badawczych, a w szczególności w 7 Programie Ramowym UE. Dodatkowym powodem zainicjowania prac nad utworzeniem polskiego Gridu był fakt, iż w Polsce rosła liczba intensywnie ze sobą współpracujących zespołów naukowych, rozproszonych geograficznie. W przypadku takiej współpracy niezbędne były narzędzia informatyczne umożliwiające gromadzenie i wymianę uzyskanej wiedzy w skali globalnej.
W roku 2007, przy wsparciu prawie wszystkich krajów europejskich, został utworzony projekt EGI Design Study. Jego celem było przygotowanie zasad integracji gridów narodowych w europejską, stabilną, produkcyjną infrastrukturę - European Grid Initiative - która mogłaby rozpocząć swe działanie w roku 2010.
To spowodowało, że w Polsce prace nad utworzeniem Narodowej Inicjatywy Gridowej rozpoczęły się już w 2007 roku, powołaniem Konsorcjum PL-Grid.

## Konsorcjum, projekt i infrastruktura PL-Grid
Konsorcjum PL-Grid zostało ustanowione przez pięć polskich centrów obliczeniowych:
- Akademickie Centrum Komputerowe Cyfronet AGH (koordynator)
- Interdyscyplinarne Centrum Modelowania Matematycznego i Komputerowego Uniwersytetu Warszawskiego
- Poznańskie Centrum Superkomputerowo-Sieciowe
- Centrum Informatyczne Trójmiejskiej Akademickiej Sieci Komputerowej TASK
- Wrocławskie Centrum Sieciowo-Superkomputerowe

W latach 2009–2011 działanie Konsorcjum zostało wsparte przez projekt PL-Grid, współfinansowany ze środków Europejskiego Funduszu Rozwoju Regionalnego w ramach Programu Operacyjnego Innowacyjna Gospodarka.
Efektem działań Konsorcjum było utworzenie Polskiej Infrastruktury Gridowej PL-Grid, powstałej w wyniku połączenia nowych, potężnych zasobów obliczeniowych, zakupionych i zainstalowanych w centrach obliczeniowych wchodzących w skład Konsorcjum PL-Grid.

## Zasoby obliczeniowe
Zasoby obliczeniowe udostępniane w ramach Polskiej Infrastruktury Gridowej PL-Grid obejmują klastry o mocy obliczeniowej 588 teraflopów oraz pamięć dyskową o pojemności 5,8 petabajtów. Jednym z klastrów jest Zeus – superkomputer zainstalowany w Akademickim Centrum Komputerowym Cyfronet Akademii Górniczo-Hutniczej w Krakowie – od 2010 roku najwydajniejszy superkomputer w Polsce.

## Zainstalowane oprogramowanie naukowe
Na zasobach infrastruktury PL-Grid dostępne jest oprogramowanie specjalistyczne, które umożliwia wykonywanie obliczeń dużej skali naukowcom z dziedziny biologii, chemii kwantowej, fizyki, obliczeń numerycznych i symulacji: ADF, AMBER, Ansys FLUENT, AutoDock/AutoGrid, BLAST, Blender, CFOUR, Clustal, CPMD, Dalton, GAMESS, GAUSSIAN, GROMACS, LAMMPS, Mathematica, MATLAB, Meep, MOLCAS, MOLPRO, MOPAC, NAMD, Nmag, NWChem, OpenBabel, OpenFOAM, POV-Ray, R, SIESTA i TURBOMOLE.

## Wdrożone narzędzia
W ramach infrastruktury PL-Grid dostępnych jest szereg narzędzi, które wspierają projektowanie i uruchamianie aplikacji naukowych na rozproszonych zasobach obliczeniowych, organizację eksperymentów obliczeniowych, wizualizację wyników aplikacji i zarządzanie zasobami obliczeniowymi: g-Eclipse, GridSpace2 i Migrating Desktop.